# Bärsjögöl
Bärsjögöl är en sjö i Norrköpings kommun i Östergötland och ingår i Kilaån-Motala ströms kustområde.